# Der Gourmet – Von der Kunst allein zu genießen
Der Gourmet – Von der Kunst allein zu genießen (japanisch 孤独のグルメ Kodoku no Gurume, deutsch ‚der einsame Gourmet‘) ist eine Manga-Serie von Masayuki Kusumi und dem Zeichner Jirō Taniguchi aus den Jahren 1994 bis 1996.
Sie wurde als Fernsehserie für das japanische Fernsehen adaptiert, von der bisher sieben Staffeln mit 84 Episoden gedreht wurden, sowie seit Mai 2015 als Webserie Gūdú dì měishíjiā: Zhōngguó bǎn (chinesisch 孤獨的美食家 中國版 / 孤独的美食家 中国版 – „der einsame Gourmet: Chinesische Fassung“) von den Videoportalen Youku und Tudou als VR-China-Taiwan-Koproduktion.

## Inhalt
Das Manga dreht sich um den einsamen Geschäftsmann Gorō Inogashira – in der japanischen Fernsehserie verkörpert von Yutaka Matsushige – der durch Japan reist und in Gaststätten isst. Dabei konsumiert er sowohl japanische Spezialitäten als auch Snacks. Jedes Kapitel behandelt einen eigenen Schauplatz und ein eigenes Gericht.

## Veröffentlichung
Die Serie erschien ab 1994 im Magazin Monthly Panja des Verlags Fusōsha in Japan. Die Kapitel wurden auch in einem Sammelband veröffentlicht. Ab 1997 wurde die Serie in das Magazin Weekly Spa! verschoben, in dem es seither sporadisch erscheint. Ein zweiter Sammelband mit den nach 1996 erschienenen Geschichten erschien 2015. 
Der Carlsen Verlag veröffentlichte das als Graphic Novel bezeichnete Werk am 28. Oktober 2014 (ISBN 978-3-551-76867-4) auf Deutsch. Der zweite Band folgte im Februar 2018. Ein Komplettpack erschien im November 2023 (ISBN 978-3-551-02400-8). Der Manga wurde auch ins Französische, Spanische, Polnische und Portugiesische übersetzt. Eine englische Übersetzung war auf der Website JManga verfügbar.

## Rezeption
Thomas Hummitzsch schreibt beim Tagesspiegel, der Leser komme dem Protagonisten in den Geschichten kaum nahe. Stets sei er allein „und wenn ihn jemand anspricht, ist er schnell überfordert. Die Dialoge beziehungsweise inneren Monologe bleiben daher seltsam hölzern und selbst Taniguchis oft so bezaubernde Zeichnungen wirken hier statisch und ungelenk.“ Dem Leser werde ein umfangreicher Einblick in die japanische Küche geboten, nicht nur in Restaurants, sondern auch Supermärkte und Hinterhofküchen. Doch bleibe es „beim Einblick, Faszination oder gar Neugier werden hier kaum geweckt.“
Splashcomics bewertete den Comic als „liebenswerter und spannender Führer durch die kulinarischen Genüsse im Großraum Tokio“ Der Manga entwickele eine „Sogwirkung“, auch wenn nicht viel passiere, so Andreas Kanatschnig in der Kleinen Zeitung anlässlich der Neuauflage 2023. Die Zeichnungen wären so überzeugend, man könne das Essen geradezu riechen oder die Freuden Gorõ Inogashiras mitfühlen. Die Erläuterungen zu den Speisen seien informativ und der Leser lerne viel Neues kennen. „Ein wunderbarer Manga, der eine ganz leise, aber große Kraft entwickelt und den Lesenden am Ende gesättigt zurücklässt.“